# 9808 Navamijain
9808 Navamijain eller 1998 QS70 är en asteroid i huvudbältet som upptäcktes den 24 augusti 1998 av LINEAR i Socorro County, New Mexico. Den är uppkallad efter Navami Jain.
Asteroiden har en diameter på ungefär 4 kilometer och den tillhör asteroidgruppen Eunomia.